# Varanus olivaceus
Espèce
Synonymes
- Varanus grayi Boulenger, 1885

Statut de conservation UICN

 VU A2d; B1ab(i,ii,iii)+2ab(i,ii,iii) : Vulnérable
Statut CITES
Le Varan de Gray, Varanus olivaceus, est une espèce de sauriens de la famille des Varanidae.

## Répartition

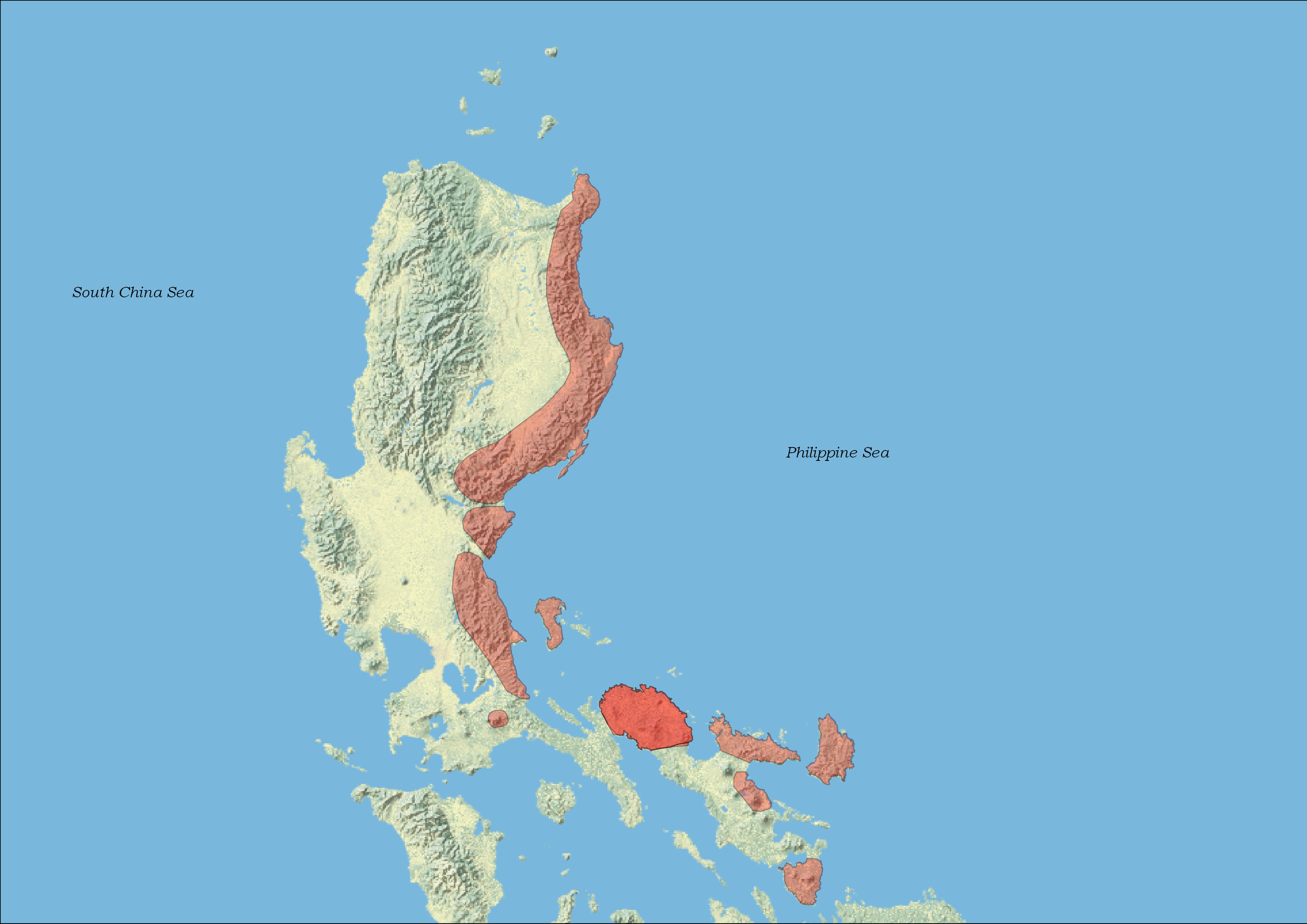
Répartition de l'espèce aux Philippines.

Cette espèce est endémique des Philippines. Elle se rencontre dans le sud de l'île de Luçon, sur l'île Polillo et dans les îles Catanduanes. Il est voisin de Varanus bitatawa qui vit dans le Nord de Luçon.

## Publication originale
- Hallowell, 1857 "1856" : Notes on the reptiles in the collection of the museum of the Academy of Natural Sciences. Proceedings of the Academy of Natural Sciences of Philadelphia, vol. 8, no 4, p. 146-153 (texte intégral).